# Prélature territoriale de Caravelí
La prélature territoriale de Caravelí (en latin : Praelatura Territorialis Caraveliensis ; en espagnol : Prelatura territorial de Caravelí) est une prélature territoriale de l'Église catholique du Pérou, suffragante de l'archidiocèse d'Ayacucho.

## Territoire
Il comprend la province de Caravelí du département d'Arequipa, l'autre partie de ce département étant gérés par l'archidiocèse d'Arequipa et la prélature territoriale de Chuquibamba. Il possède aussi les provinces de Parinacochas et Paucar del Sara Sara et une partie de la province de Lucanas du département d'Ayacucho, le reste de ce département étant sous juridiction de l'archidiocèse d'Ayacucho.
Son territoire est d'une superficie de 30 000 km2 divisé en 23 paroisses avec le siège à Caravelí où se trouve la cathédrale saint Pierre.

## Histoire
La prélature territoriale est érigée le 21 novembre 1957 par la constitution apostolique Quasi mater dulcissima du pape Pie XII en prenant sur le territoire de l'archidiocèse d'Arequipa et du diocèse d'Ayacucho (aujourd'hui archidiocèse d'Ayacucho).
Comme la prélature souffre du manque de prêtres, Kaiser Depel, missionnaire du Sacré-Cœur de Jésus et premier évêque, fonde en 1961 les sœurs missionnaires de Jésus Verbe et Victime (it), qui se consacrent à l'action pastorale dans les régions où il n'y a pas de prêtres établis.
Le 5 juin 1962, il cède une portion de son territoire pour l'érection de la prélature territoriale de Chuquibamba.
Nommé suffragant de l'archidiocèse d'Arequipa lors de sa création, il intègre la province ecclésiastique d'Ayacucho le 30 juin 1966 par la constitution apostolique Suprema ea usi du pape Paul VI.

## Évêques
- Friedrich Kaiser Depel, M.S.C (21 novembre 1957 - 25 mai 1971)
  - Sede vacante (1971-1983)
- Bernhard Franz Kühnel Langer, M.S.C (26 janvier 1983 - 18 juin 2005)
- Juan Carlos Vera Plasencia, M.S.C (18 juin 2005 - 16 juillet 2014) nommé à l'ordinariat militaire du Pérou
  - Sede vacante (2014-2017)
- Reinhold Nann (27 mai 2017 - 1er juillet 2024)
  - Ricardo Augusto Rodríguez Álvarez, administrateur apostolique (depuis le 1er juillet 2024)